# Stefan Niggemeier

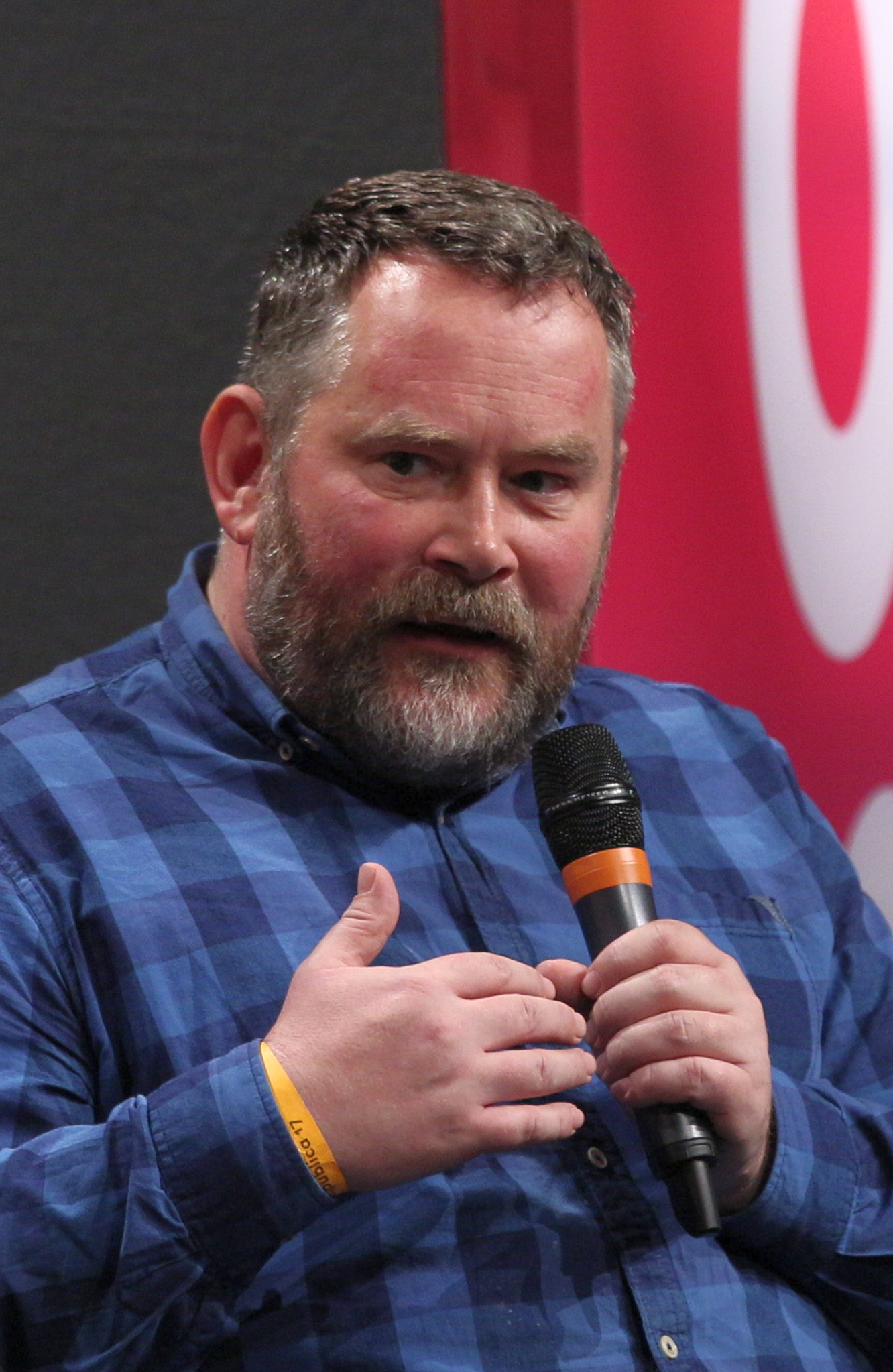
Stefan Niggemeier, 2017

Stefan Niggemeier (* 15. Dezember 1969 in Harderberg, jetzt Georgsmarienhütte) ist ein deutscher Medienjournalist. Er war bis März 2006 verantwortlicher Medienredakteur der Frankfurter Allgemeinen Sonntagszeitung. Er ist der Gründer und Herausgeber zweier medienkritischer Watchblogs: des 2004 gestarteten Bildblogs sowie des um die Jahreswende 2015/2016 gestarteten Onlineportals Übermedien.

## Leben
Stefan Niggemeier wurde in Harderberg bei Osnabrück (heute ein Stadtteil von Georgsmarienhütte im Landkreis Osnabrück) geboren. Er wuchs in Lechtingen und Rulle auf und besuchte das Gymnasium Carolinum in Osnabrück. Nach dem Abitur im Jahr 1989 studierte er an der Ludwig-Maximilians-Universität München sowie ein Jahr in Birmingham (England) und schloss sein Studium als Diplom-Journalist ab.
Erste berufliche Erfahrungen sammelte er nach dem Abitur bis 1993 als fester freier Mitarbeiter bei der Neuen Osnabrücker Zeitung seiner Heimatregion. Von 1991 bis 1995 besuchte er die Deutsche Journalistenschule in München als Mitglied der 30. Lehrredaktion. 1996 und 1997 arbeitete er als Redakteur für elektronische Medien bei Werben & Verkaufen, einem Fachmagazin für die Kommunikationsbranche. Für die Süddeutsche Zeitung schrieb er von 1997 bis 1999 als sogenannter fester Freier regelmäßig Berichte für die Medienseite und war gleichzeitig Hamburg-Korrespondent von kressreport, der Zeitschrift des Medien-Fachverlages kress verlag GmbH. Von 2001 bis Anfang 2006 war er verantwortlicher Medienredakteur der Frankfurter Allgemeinen Sonntagszeitung.
Im Juni 2004 gründete er zusammen mit dem Medienjournalisten Christoph Schultheis das mehrfach mit Journalistenpreisen ausgezeichnete Watchblog Bildblog, das vornehmlich die Arbeit von Bild aus dem Verlag Axel Springer SE, seit April 2009 aber auch sonstiger Magazine und Zeitungen kritisch kommentiert. Im Januar 2010 gab er den Betrieb des Bildblogs an Lukas Heinser ab und fungierte anfangs als dessen Herausgeber. Von Oktober 2011 bis Ende Mai 2013 war Niggemeier Autor des Nachrichtenmagazins Der Spiegel. Von 2014 bis Juni 2015 war er Autor beim Online-Magazin Krautreporter.
Auf seiner Website stefan-niggemeier.de betrieb Niggemeier bis 2018 ein größtenteils, aber nicht ausschließlich medienjournalistisches Blog. Ausfällige Kommentare in Niggemeiers Blog, die von Konstantin Neven DuMont stammen sollen, und ein daraufhin verfasster kritischer Beitrag Niggemeiers waren im Spätherbst 2010 maßgeblicher Auslöser einer Affäre, die zum Ausscheiden Neven DuMonts aus dem Verlag seiner Familie führte.
Niggemeier ist Mitglied bei Freischreiber, dem Berufsverband freier Journalisten. Im Januar 2016 startete er zusammen mit Boris Rosenkranz das Projekt Übermedien, ein medienkritisches Onlineportal, das 2018 für den Grimme Online Award nominiert wurde. 2025 verkaufte Niggemeier seinen 50-Prozent-Anteil an dwdl.de, blieb aber Autor von Übermedien.
Seit 2017 bespricht er zusammen mit Sarah Kuttner im Podcast Das kleine Fernsehballett Fernsehformate. Die Ausstrahlung erfolgte bis Juni 2022 über den Streamingdienst Deezer; nach einer Pause erschien das Format von Februar 2023 bis Juli 2024 bei Podimo. Seit März 2025 erscheinen nach einer erneut längeren Pause neue Folgen, die über den Internetdienst Steady bzw. über Crowdfunding finanziert werden und auf verschiedenen Podcastplattformen verfügbar sind.
Im 2009 von Stephan Weichert und Christian Zabel herausgegebenem Buch Alpha-Journalisten 2.0 wird Niggemeier als Alpha-Journalist bezeichnet und sein Wirken beschrieben.
2024, etwa ein halbes Jahr nach der Veröffentlichung der Recherche von Correctiv zum Treffen der Rechtsextremen in Potsdam, forderte Niggemeier, dass sorgfältiger berichtet werden solle. Journalismus müsse „Belege dafür aufbieten, dass Sellner, entgegen seiner eigenen Aussage, die Ausweisung deutscher Staatsbürger nach rassistischen Kriterien umsetzen möchte.“ Laut Übermedien-Autor Andrej Reisin halte sich Niggemeiers Kritik an Detailfragen auf und verliere so den Blick auf das große Ganze, womit sie aktuelle Forschung zu Rechtsextremismus ignoriere.

## Auszeichnungen
- Bert-Donnepp-Preis für Medienpublizistik, 2003
- Grimme Online Award Information für Bildblog, 2005
- Leuchtturm-Sonderpreis des Netzwerks Recherche, 2005
- LeadAward (Bronze) 2007: bestes Weblog
- Grimme Online Award Information für sein Weblog, 2007
- Journalist des Jahres 2007 der Zeitschrift Medium Magazin[11]
- Markgräfler Gutedelpreis für Bildblog 2008
- Hans Bausch Mediapreis 2009
- Medienpreis für Sprachkultur, 2012[25]
- Bert-Donnepp-Preis für Medienpublizistik 2017 an Übermedien[26]

## Veröffentlichungen
- Michael Reufsteck, Stefan Niggemeier: Das Fernsehlexikon. Goldmann, München 2005, ISBN 3-442-30124-6.
- Michael Reufsteck, Stefan Niggemeier: Zapp! Merkwürdigkeiten aus der Fernsehwelt. Egmont Vgs, Köln 2008, ISBN 978-3-8025-1784-6.